# Орловиці
Орловиці (пол. Orłowice, нім. Gräflich Ullersdorf) — село в Польщі, у гміні Мірськ Львувецького повіту Нижньосілезького воєводства.
Населення — 314 осіб (2011).
У 1975-1998 роках село належало до Єленьоґурського воєводства.

## Демографія
Демографічна структура станом на 31 березня 2011 року:
|          | Загалом | Допрацездатний вік | Працездатний вік | Постпрацездатний вік |
| -------- | ------- | ------------------ | ---------------- | -------------------- |
| Чоловіки | 153     | 23                 | 115              | 15                   |
| Жінки    | 161     | 23                 | 98               | 40                   |
| Разом    | 314     | 46                 | 213              | 55                   |